# رين ومارتن
يدل رين ومارتن (بالإنجليزية:Wren & Martin) على كتاب واحد في (قواعد اللغة الإنجليزية في المدرسة الثانوية والتكوين) أو إجمالاً هي سلسلة من كتب قواعد اللغة الإنجليزية كُتبت من قِبل بي.سي.ران وهـ.مارتن بالاشتراك. كُتب هذه الكتاب بشكل رئيسي لأطفال الضباط البريطانيين المقيمين في الهند ، وقد اعُتمدت بشكل واسع في المدارس الهندية والباكستانية في فترة ما بعد الاستعمار والمدارس التبشيرية في بورما . نُشر الكتاب في عام 1935 ، مع نقاش حول التكوين لاحقًا. يعتمد المحتوى الموجود في الكتب كثيراً على دليل قواعد اللغة الإنجليزية والتكوين والتأليف بقلم جي. أس نيسفيلد .
تسمى الكتب الأخرى في هذه السلسلة قواعد اللغة الإنجليزية الإبتدائية، أول كتاب في قواعد اللغة الإنجليزية والتأليف،قواعد اللغة الإنجليزية في المدرسة الثانوية والتكوين ودورة نهائية في القواعد والتكوين. سلسلة الكتب مازالت مُستخدمة في العديد من المدارس الهندية. بينما أدى التغيير الدلالي إلى تأريخ الكتب الأصلية ، إلا أنها مازالت تتمتع بشعبية كبيرة كما أن النسخ المحدثة أصبحت الآن شائعة الاستخدام. نسخ من الإصدارات المختلفة من هذه السلسلة متاحة على الإنترنت.